# جنیفر اونیل
جنیفر اونیل (انگلیسی: Jennifer O'Neill؛ زادهٔ ۲۰ فوریهٔ ۱۹۴۸) هنرپیشه اهل ایالات متحده آمریکا است. وی از سال ۱۹۶۸ میلادی تاکنون مشغول فعالیت بوده‌است.
از فیلم‌هایی که وی در آن نقش داشته‌است، می‌توان به ریو لوبو، کاروان‌ها و شاهزاده و سرپرست اشاره کرد.

## گزیده فیلمشناسی
- ریو لوبو (۱۹۷۰)
- تابستان ۴۲ (۱۹۷۱)
- بی‌گناه (۱۹۷۶)
- کاروان‌ها (۱۹۷۸)
- نیروی تک‌نفره (۱۹۷۹)
- استیل (۱۹۷۹)
- اسکنرها (۱۹۸۱)
- شاهزاده و سرپرست (۱۹۹۹)